# Edmond Gérardin
Edmond Gérardin (Orléans, 1882. május 10. – Párizs 5. kerülete, 1939. április 25.) francia nemzetközi labdarúgó-játékvezető.

## Pályafutása

### Nemzeti játékvezetés
A küldési gyakorlat szerint rendszeres partbírói tevékenységet is végzett. 1914-ben lett az I. Liga játékvezetője. A nemzeti játékvezetéstől 1929-ben vonult vissza.

#### Nemzeti kupamérkőzések
Vezetett kupadöntők száma: 3.

##### Francia-labdarúgókupa
| Időpont        | Helyszín                   | Mérkőzés típusa | Mérkőzés                              | Eredmény | Nézők száma |
| -------------- | -------------------------- | --------------- | ------------------------------------- | -------- | ----------- |
| 1920. május 9. | Bergeyre Stadion, Párizs   | döntő           | CA Paris–Le Havre AC                  | 2 – 1    |             |
| 1922. május 7. | Pershing Stadion, Párizs   | döntő           | Red Star FC–Stade Rennais FC          | 2 – 0    | 25 000      |
| 1929. május 5. | Olimpiai Stadion, Colombes | döntő           | Montpellier Hérault SC–Észak-Írország | 2 – 0    | 25 000      |

### Nemzetközi játékvezetés
| Időpont        | Helyszín                    | Mérkőzés típusa | Mérkőzés            | Eredmény | Nézők száma |
| -------------- | --------------------------- | --------------- | ------------------- | -------- | ----------- |
| 1921. május 5. | Olimpiai Stadion, Antwerpen | felkészülési    | Belgium–Olaszország | 2 – 3    | 12 000      |